# Спортивные сооружения зимних Олимпийских игр 2006
Зимние Олимпийские игры 2006 и Зимние Паралимпийские игры 2006 в Турине (Италия) прошли на девятнадцати спортивных сооружениях.

## Город
| Сооружение                | Спорт                          | Спорт                          | Вместимость |
| Сооружение                | Олимпийские игры               | Паралимпийские игры            | Вместимость |
| ------------------------- | ------------------------------ | ------------------------------ | ----------- |
| Стадио Олимпико ди Торино | Церемонии: · открытия/закрытия | Церемонии: · открытия/закрытия | 35000       |
| Палавела                  | Фигурное катание Шорт-трек     | —                              | 8000        |
| Паласпорт Олимпико        | Хоккей с шайбой                | —                              | 12500       |
| Торино Эспозиционе        | Хоккей с шайбой                | Хоккей на санках               | 5400        |
| Овал Линготто             | Конькобежный спорт             | —                              | 8250        |

## Горный кластер
| Сооружение                                                   | Спорт                                                                   | Спорт                                                                   | Вместимость |
| Сооружение                                                   | Олимпийские игры                                                        | Паралимпийские игры                                                     | Вместимость |
| ------------------------------------------------------------ | ----------------------------------------------------------------------- | ----------------------------------------------------------------------- | ----------- |
| Бардонеккия                                                  | Сноуборд                                                                | —                                                                       | 6760        |
| Чезана Париоль                                               | Бобслей, cанный спорт, cкелетон                                         | —                                                                       | 4400        |
| Чезана-Сан-Сикарио, Чезана-Торинезе/Сан-Сикарио-Торинезе     | Биатлон                                                                 | —                                                                       | 4700        |
| Пинероло Палагьяччо, Пинероло                                | Кёрлинг                                                                 | Кёрлинг на колясках                                                     | 2000        |
| Праджелато План, Праджелато                                  | Лыжные гонки, лыжное двоеборье (гонки)                                  | Биатлон, лыжные гонки                                                   | 5400        |
| Стадио дель Трамполино, Праджелато                           | Лыжные гонки, лыжное двоеборье (прыжки с трамплина)                     | —                                                                       | 10000       |
| Сан-Сикарио-Фрайтеве, Сан-Сикарио-Торинезе/Фрайтеве-Торинезе | Горнолыжный спорт (женский скоростной спуск, супер-гигант и комбинация) | Горнолыжный спорт (женский скоростной спуск, супер-гигант и комбинация) | 6160        |
| Соз-д’Улькс-Жувенко, Соз-д’Улькс                             | Фристайл                                                                | —                                                                       | 8000        |
| Сестриере Боргата, Сестриере                                 | Горнолыжный спорт (мужской скоростной спуск, супер-гигант и комбинация) | Горнолыжный спорт (мужской скоростной спуск, супер-гигант и комбинация) | 7000        |
| Сестриере Колле, Сестриере                                   | Горнолыжный спорт (м/ж гигантский слалом, слалом)                       | Горнолыжный спорт (м/ж гигантский слалом, слалом)                       | 8000        |